# Haugland (Alver)
Haugland is een plaats in de Noorse gemeente Alver, provincie Vestland. Haugland telt 429 inwoners (2007) en heeft een oppervlakte van 1,05 km².